# Jump Festa
Jump Festa (ジャンプフェスタ Jampu Fesuta?) es una fiesta o exposición anual en Japón, sobre manga y anime, patrocinada por Shūeisha, editor de las diversas antologías Jump que son Shūkan Shōnen Jump, Jump Square, V Jump, Saikyō Jump y Shōnen Jump+. La exposición se inició en 1999, y se lleva a cabo durante dos días en diciembre con la asistencia de más de 100.000 personas cada año llegando a 200.000 asistentes en los últimos años.

Imagen promocional Jump Festa

Durante este evento se presentan nuevos mangas, animes, películas, juegos y mercadería. El evento expone y vende diversos artículos de la Jump, como mangas, dibujos originales, ediciones limitadas, ilustraciones originales autografiadas, también en una zona se asisten los Seiyū (actores de voz) de las series adaptadas a animación de la Jump, incluso venta de comida y jugos con motivo del evento, los artistas de manga de las populares series Jump actuales y anteriores, suelen estar estar en estands y muchos de ellos tienen paneles donde responden preguntas. La mascota del festival se llama Kaizo-kun (KAIZOくん?) y fue diseñada por Akira Toriyama.
Al ser realizada en diciembre se presenta como el evento del siguiente año, así la primera Jump Festa en diciembre de 1999 es la edición del 2000, la edición de 2021 se realizó en línea por motivos del coronavirus.

## Animación - Anime Tour
Un evento relacionado desarrollado desde 1985 es la proyección de muestra de animaciones originales y pruebas para futuras animaciones cocido como "Jump Anime Tour", siendo mostradas animaciones exclusivas para el evento, ovas o episodios piloto de diversas series de la Jump pensadas en producirse además de otras obras, se realiza en diferentes ciudades de Japón en otoño (Septiembre-Noviembre), estas animaciones luego se venden en DVD como OVAs, 
Algunos (no todos) episodios  mostrados en las diferentes ediciones:
- 1985

- Kimagure Orange Road (きまぐれオレンジ☆ロード)
- KochiKame  こちら葛飾区亀有公園前派出所

- 1988: Aniversario 20 de la Jump semanal, se llevó a cabo en 30 ciudades.

- Kosuke-sama Rikimaru-sama -Konpei Island Dragon- (小助さま力丸さま -コンペイ島の竜-)

- 1994
- NINKU - Ninku - Knife no Gravepost (
- Súper Campeones ¡El Enemigo Más Fuerte!, Holanda Jr (キャプテン翼 最強の敵！オランダユース)

- 1998: Aniversario 30 de la Jump semanal

- ONE PIECE 倒せ!海賊ギャンザック

- HUNTER×HUNTER

- ¡El líder de fin de siglo Takeshi! (世紀末リーダー伝たけし!)

- 2002
  - Gag Manga Biyori (ギャグマンガ日和)
  - ¡Edición especial de Hikaru no Go: Un juego de juicio!¡Flores antiguas florecen!
  - El Príncipe del Tennis - Un día de montaña de supervivencia ~Entrenamiento para fortalecer el miedo (テニスの王子様  A day of survival mountain 〜恐怖の強化トレーニング〜)
- 2003
  - Naruto: En busca del trébol carmesí de 4 hojas (NARUTO -ナルト- 紅き四つ葉のクローバーを探せ)
  - El Príncipe del Tennis - THE BAND OF PRINCES FILM KICK THE FUTURE!
- 2004
  - Naruto: Batalla en la cascada oculta: ¡yo soy el héroe! (NARUTO -ナルト- 滝隠れの死闘 オレが英雄だってばよ!)
  - Eyeshield 21 (アイシールド21 幻のゴールデンボウル)
  - Ichigo 100% Koi ga hajimeru!? Satsuei Gashuku ~Yureru kokoro wa higashi e nishi e~ (いちご100% 恋が始まる!? 撮影合宿 ～ゆれるココロが東へ西へ～)
  - Bleach (BLEACH Memories in the rain)
- 2005
  - Bleach (BLEACH The sealed sword frenzy)
  - Eyeshield 21 (アイシールド21 クリスマスボウルへの道～南の島で特訓だ！ＹＡ-ＨＡ-!～)
  - Gintama (銀魂～何事も最初が肝心なので多少背伸びするくらいが丁度よい～)
- 2016[4]
  - Black Clover[5]
  - Boruto (Boruto: Naruto Next Generations)[6]
  - ēlDLIVE (especial)[7]
  - Gekijōban Ansatsu Kyōshitsu: 365-Nichi no Jikan (video promocional)[8]
  - Isobe Isobee Monogatari: Ukiyo wa Tsurai yo.
  - My Hero Academia (Boku no Hero Academia Special)[9]
  - Shokugeki no Sōma[5]
  - Sōsei no Onmyōji